# 高橋筅次郎
高橋 筅次郎（たかはし せんじろう、1832年〈天保3年〉頃 - ?）は、西条藩士、剣術家。流派は田宮神剣流。

## 経歴
伊予国西条藩に生まれ、剣術を修行。二刀流の名人として知られる。回国修行で伊予を訪れた奥村左近太は筅次郎を見て二刀を工夫し、奥村二刀流を編み出した。
1885年（明治18年）7月20日、湊川神社で開かれた楠公五百五十年祭奉納大会で、奥村左近太に2対1で敗れたが、品位は高橋の方が上であったと評された。
堀正平は『大日本剣道史』で、明治期の二刀流の大家として、奥村左近太、三橋鑑一郎、高橋筅次郎の3名を挙げている。